# بخش جنجگیر – چمپا
بخش جنجگیر – چمپا (به انگلیسی: Janjgir–Champa district) یک منطقهٔ مسکونی در هند است که در Bilaspur Division واقع شده‌است. بخش جنجگیر – چمپا ۳٬۸۵۳ کیلومتر مربع مساحت و ۱٬۶۱۹٬۷۰۷ نفر جمعیت دارد.